# یوکسل (دینار)
یوکسل (به ترکی استانبولی: Yüksel) یک منطقهٔ مسکونی در ترکیه است که در دینار (شهر) واقع شده‌است.